# Strange Currencies
Strange Currencies è un brano della band statunitense R.E.M.. La canzone è il quarto singolo estratto dal nono album della band Monster (1994).

## Tracce

### 12" and CD Maxi-Single
1. "Bang and Blame" (edit) – 4:51
2. "Losing My Religion" (live)1 – 5:24
3. "Country Feedback" (live)1 – 5:03
4. "Begin the Begin" (live)1 – 3:47

### 7", Cassette and CD Single
1. "Bang and Blame" (album version) – 5:30
2. "Bang and Blame" (instrumental version) – 5:30

## Classifiche
| Classifica (1995)             | Posizione massima |
| ----------------------------- | ----------------- |
| Canada                        | 13                |
| Finlandia                     | 20                |
| Irlanda                       | 26                |
| Paesi Bassi                   | 41                |
| Regno Unito                   | 9                 |
| Stati Uniti                   | 47                |
| Stati Uniti (alternative)     | 14                |
| Stati Uniti (mainstream rock) | 8                 |
| Stati Uniti (pop)             | 30                |